# Phrynobatrachus rainerguentheri
Espèce
Phrynobatrachus rainerguentheri est une espèce d'amphibiens de la famille des Phrynobatrachidae.

## Répartition
Cette espèce est endémique du Nigeria.

## Étymologie
Cette espèce est nommée en l'honneur de Rainer Günther.

## Publication originale
- Rödel, Onadeko, Barej & Sandberger, 2012 : A new polymorphic Phrynobatrachus (Amphibia: Anura: Phrynobatrachidae) from western Nigeria. Zootaxa, no 3328, p. 55-65.